# Shoreditch (London Underground)

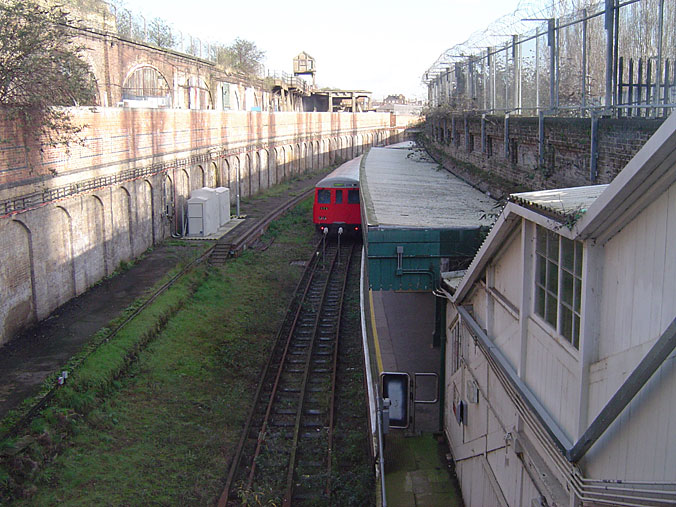
Blick auf den im Einschnitt gelegenen Bahnsteig von Shoreditch

Shoreditch ist eine geschlossene Station der London Underground im Stadtbezirk London Borough of Tower Hamlets. Ursprünglich als Station der East London Railway eröffnet, war sie später lange Zeit die nördliche Endstation der East London Line. Die Haltestelle lag nahe der Brick Lane in einem Einschnitt, der inzwischen zugeschüttet wurde. Das Stationsgebäude an der Kreuzung Pedley Street und Code Street ist bis heute erhalten.

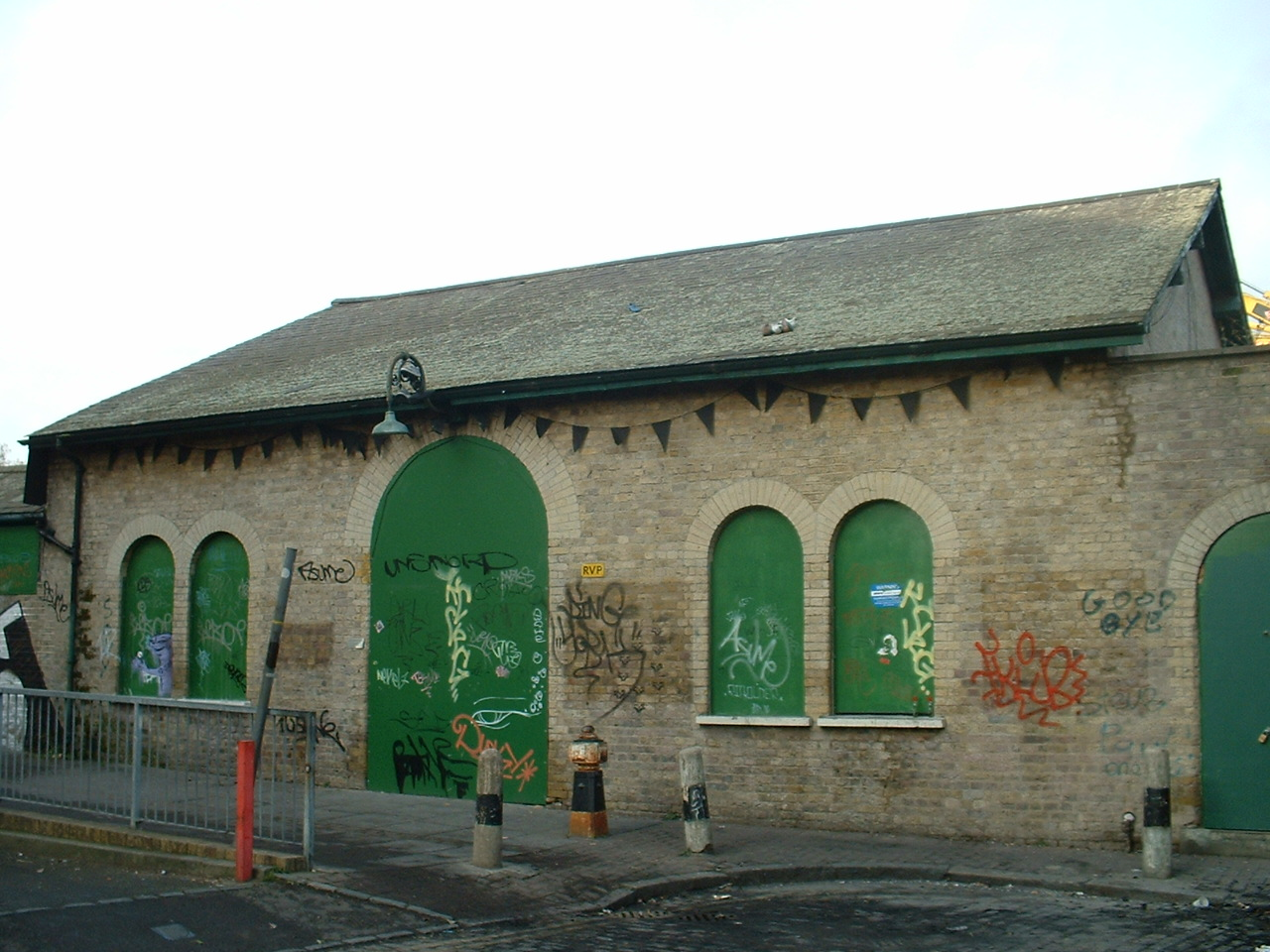
Empfangsgebäude 18 Monate nach der Schließung

## Geschichte
Die Station wurde 1876 eröffnet und lag an der East London Railway, auf der Züge mehrerer Gesellschaften verkehrten. 1885 wurde der Passagierverkehr zwischen Liverpool Street und Shoreditch eingestellt. Ab 31. März 1913 verkehrte die Metropolitan Railway (Vorgängergesellschaft der Metropolitan Line) auf dem Abschnitt in Richtung Süden. Seit der Teilschließung einer Verbindungskurve bei Whitechapel im Jahr 1941 war die East London Line betrieblich eigenständig.
Die Strecke bei Shoreditch bestand aus einem einzelnen Gleis, das am stillgelegten Güterbahnhof Bishopsgate entlangführte. Bis 1966 bestand nördlich der Station ein Verbindungsgleis zur Haupteisenbahnstrecke, die im Hauptbahnhof Liverpool Street endet; diese Verbindung war noch lange Zeit vom Ende des Bahnsteigs aus deutlich sichtbar.
Zwischen dem 25. März 1995 und dem 25. März 1998 war die gesamte Linie wegen Renovierungs- und Modernisierungsarbeiten für jeglichen Verkehr gesperrt.
Am 9. Juni 2006 wurde die Station Shoreditch geschlossen. Sie wurde durch den in der Nähe gelegenen Bahnhof Shoreditch High Street ersetzt. Die an beiden Enden verlängerte Strecke gehört seit Juni 2010 zum Netz von London Overground. Das Stationsgebäude steht unter Denkmalschutz (Grade II Listed). Der Bahnsteig mitsamt Aufbauten und Abgängen wurde abgebrochen, der Bahneinschnitt zugeschüttet, um Platz für den neuen Bahnviadukt zur Station Shoreditch High Street zu schaffen.
Im Februar 2011 wurde das Stationsgebäude versteigert, bei einem Mindestgebot von 180.000 Pfund betrug der Endpreis 665.000 Pfund. Es ist geplant, dort eine Halle für Kunstausstellungen und vergleichbare Events einzurichten. Die Fassade ist inzwischen mit einem großflächigen Wandbild überdeckt.

## Betrieb

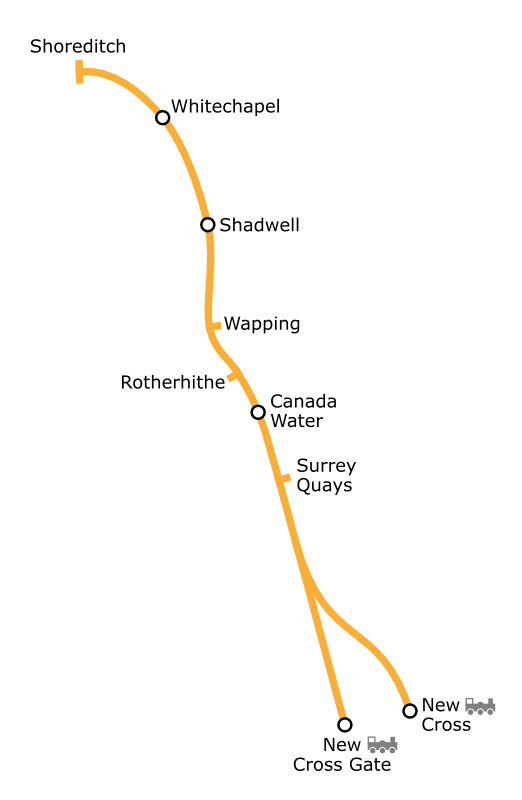
Shoreditch im Verlauf der East London Line

Die Fahrgastzahlen gingen im Laufe der Betriebsjahre stetig zurück, sodass Shoreditch mit rund 1100 Fahrgästen pro Tag eine der am wenigsten genutzten U-Bahnhöfe Londons war.
Zuletzt bestanden nur noch eingeschränkte Öffnungszeiten: montags bis freitags in der Rush Hour von 7:00 Uhr bis 10:00 Uhr beziehungsweise 15:30 Uhr bis 20:30 Uhr sowie an Sonntagen von 7:15 Uhr bis 15:00 Uhr wegen des Brick Lane Markets. An Samstagen war die Station ganztägig geschlossen. Während der übrigen Zeit war Whitechapel die nördliche Endstation der East London Line.